# Szulgino (rejon totiemski)
Szulgino (ros. Шульгино) – wieś w Rosji, w rejonie totiemskim obwodu wołogodzkiego. W 2002 r. liczyła 2 mieszkańców, a w 2010 r. była niezamieszkana.